# 115–117 St Vincent Street

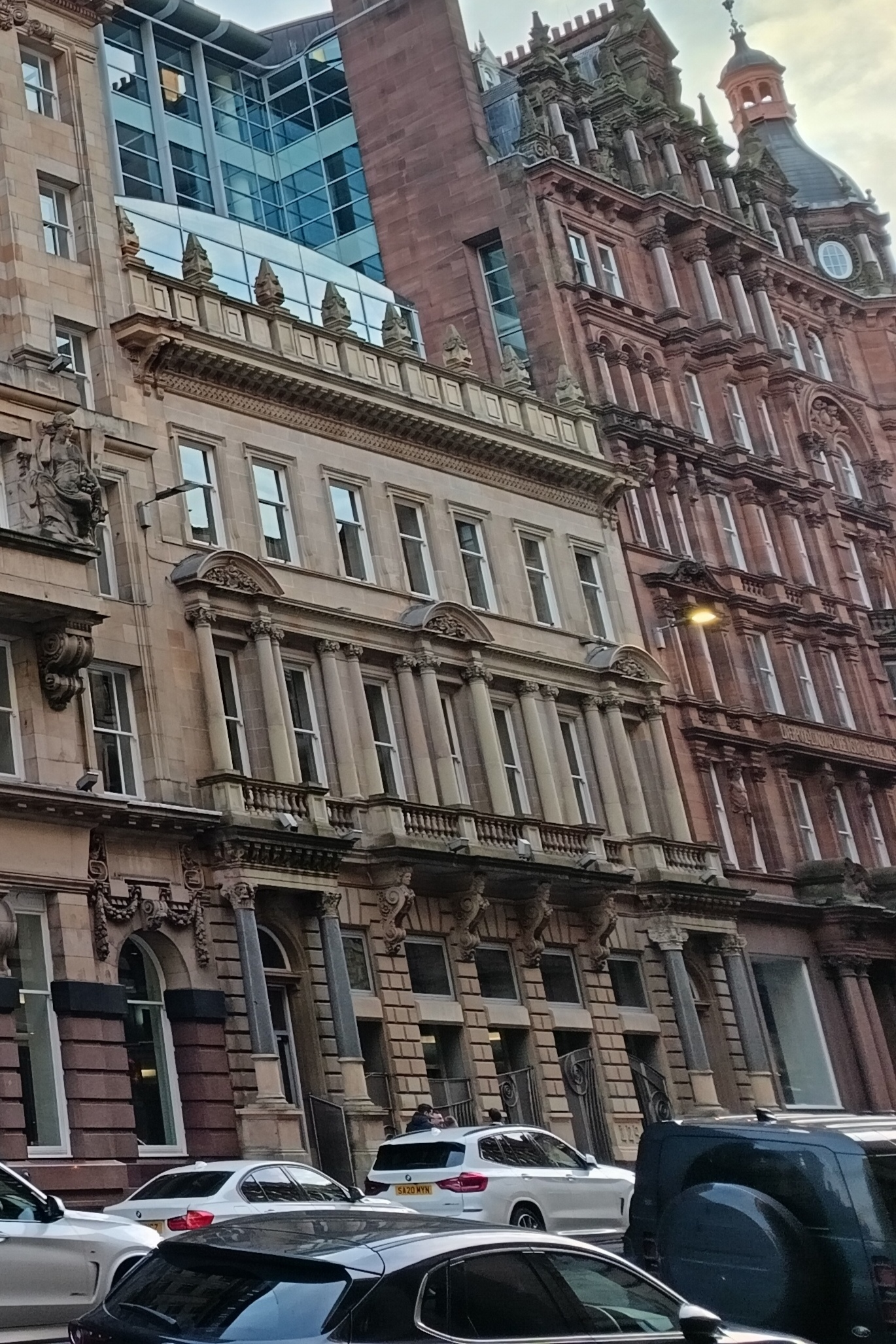
Gebäudefront 115, 115a und 117 St Vincent Street (2024)

Unter der Adresse 115–117 St Vincent Street in der schottischen Stadt Glasgow befindet sich ein Geschäftsgebäude. 1970 wurde das Bauwerk in die schottischen Denkmallisten zunächst in der Denkmalkategorie B aufgenommen. Die Hochstufung in die höchste Denkmalkategorie A erfolgte 1988.

## Beschreibung
Das Gebäude steht zwischen der St Vincent Street und der St Vincent Lane im Zentrum Glasgows. Es wurde im Jahre 1871 nach einem Entwurf des schottischen Architekten John Burnet erbaut. Bauherr war die Union Bank of Scotland, heute Teil der Bank of Scotland, welche dort eine Filiale einrichtete.
Das im Stile der italienischen Renaissance ausgestaltete Gebäude ist drei Stockwerke hoch und damit deutlich niedriger als die flankierenden Häuser. Die nordexponierte Fassade ist mit polierten Steinquadern verkleidet. Im Erdgeschoss mit seinen flankierenden Rundbogenportalen und den fünf länglichen Türen mit schlichten Kämpferfenstern ist das Mauerwerk rustiziert. Die Portale sind mit kleinen Portikus mit Säulen aus poliertem Granit auf hohen Postamenten gestaltet. Sie tragen Balkone mit steinernen Balustraden, die zu einem weiteren Balkon oberhalb der fünf inneren der sieben Gebäudeachsen geführt werden. Eine Kolonnade aus korinthischen Säulen ziert die Fensterzeile. Drei der Fenster sind durch gesprengte Segmentbogengiebel mit ornamentierten Tympana auf korinthischen Säulen bekrönt. Oberhalb des dritten Stockwerks verläuft ein Fries unterhalb des abschließenden Kranzgesimses.